# Luis Madrid Merlano
Luis Madrid Merlano (ur. 27 października 1946 w Cartagena de Indias) – kolumbijski duchowny rzymskokatolicki, w latach 2010–2018 arcybiskup Nowej Pamplony.

## Życiorys
Święcenia kapłańskie przyjął 29 czerwca 1971 i został inkardynowany do wikariatu apostolskiego Istmina. Był m.in. kanclerzem kurii biskupiej, rektorem seminariów w Istminie i Medellín, ekonomem oraz wikariuszem generalnym wikariatu.
21 maja 1988 papież Jan Paweł II mianował go prałatem terytorialnym Tibú. Sakry biskupiej udzielił mu 3 lipca 1988 abp Angelo Acerbi.
19 kwietnia 1995 został mianowany biskupem Cartago, zaś 30 marca 2010 otrzymał nominację na arcybiskupa Nowej Pamplony.
6 czerwca 2018 papież Franciszek przyjął jego rezygnację z urzędu.